# 秘魯鉤鯰
秘魯鈎鯰，為輻鰭魚綱鯰形目甲鯰科的其中一種，為熱帶淡水魚，分布於南美洲秘魯亞馬遜河上游及索利蒙伊斯河（Solimões）流域，體長可達15.4公分，棲息在底層水域，生活習性不明。

## 扩展阅读
維基物種上的相關：秘魯鈎鯰